# Els tres estudiants
Els tres estudiants (anglès: The Adventure of the Three Students), un dels 56 contes de Sherlock Holmes escrits per Sir Arthur Conan Doyle, és un dels 13 contes del cicle recollits com El retorn de Sherlock Holmes (1905). Es va publicar per primera vegada a The Strand Magazine al Regne Unit el juny de 1904, i també es va publicar a Collier's als Estats Units el 24 de setembre de 1904.

## Trama

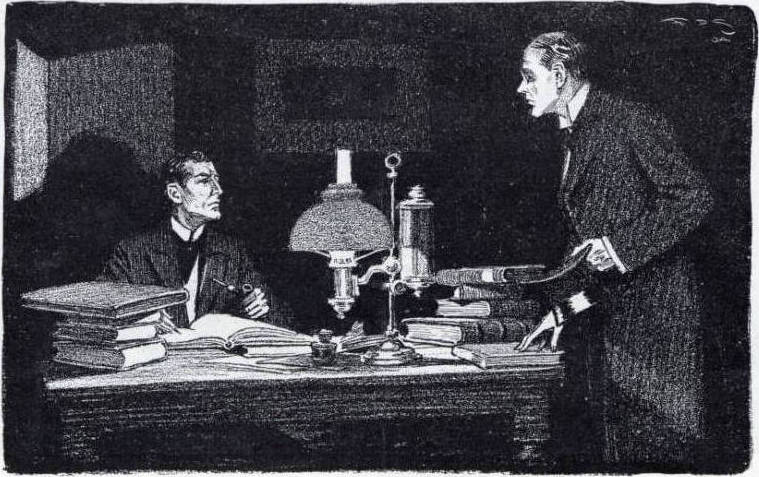
Hilton Soames s'acosta a Holmes, il·lustració de 1904 de Frederic Dorr Steele a Collier's

Sherlock Holmes i el doctor Watson es troben en una ciutat universitària quan un tutor i professor del St Luke's College, el senyor Hilton Soames, li planteja un problema interessant. Soames havia estat revisant les galerades d'un examen que anava a donar quan va sortir del seu despatx durant una hora. Quan va tornar, va trobar que el seu servent, Bannister, havia entrat a l'habitació, però accidentalment va deixar la seva clau al pany quan va sortir, i algú havia alterat els papers de l'examen a la seva taula i va deixar rastres que demostraven que havien estat parcialment copiats. Bannister està devastat i s'ensorra sobre una cadira, però jura que no va tocar els papers. Soames va trobar altres pistes a la seva oficina: encenalls de llapis, una mina de llapis trencada, un tall fresc a la superfície de l'escriptori i una petita taca d'argila negra tacada de serradures.
Soames vol descobrir el trampós i impedir que es presenti a l'examen, ja que és per a una beca important. Tres estudiants que faran l'examen viuen a sobre d'ell al mateix edifici. El primer, Gilchrist, és atlètic, és un corredor d'obstacles i fa salt de llargada, i treballador (a diferència del seu pare que va malgastar la seva fortuna en les curses de cavalls); el segon, Daulat Ras, es descriu com a tranquil i metòdic; el tercer és Miles McLaren, un home dotat però totalment dissolut i entregat al joc.
Holmes examina l'oficina. Òbviament, el trampós va portar els papers a la finestra un per un mentre els copiava perquè pogués veure Soames tornar, però aquest no va tornar de la manera habitual. Una porta propera condueix al dormitori de Soames. Després d'examinar-ho, Holmes troba una altra taca d'argila semblant i tacada de serradures. Sorprèn a Soames dient-li que el trampós, en sentir-se apropar-se, es va amagar al dormitori. Va estar allà, amagat darrere d'una cortina, tot el temps que Soames interrogava en Bannister.
L'endemà al matí, Holmes i Watson tornen a l'oficina de Soames. Holmes s'enfronta a Bannister, acusant-lo de retenir informació. Bannister no acceptarà res i insisteix que no hi havia ningú a l'oficina de Soames mentre ell hi era. Holmes, però, fa cridar a Gilchrist i passa a presentar els seus resultats.
El trampós era algú que sabia que hi havia les proves de l'examen. Això només podia ser Gilchrist, perquè el parador de les proves s'havia mantingut en secret, i Gilchrist era l'únic prou alt per mirar per la finestra de Soames i veure el seu escriptori. Holmes també ha identificat les taques com l'argila especial que es troba al fossat de salt de longitud, implicant encara més a Gilchrist. Gilchrist revela la seva culpa i revelant a Bannister la seva aparent traïció. Bannister va ser realment qui va cobrir Gilchrist. Va sentir que havia de fer-ho, pel bé dels vells temps: Bannister va ser una vegada el majordom del pare de Gilchrist.
Aleshores, Holmes explica les pistes restants. L'esgarrapada a l'escriptori va ser causada per les sabatilles de salt amb claus de Gilchrist mentre les agafava en la seva pressa, i les taques d'argila van caure de les seves sabates. Bannister s'havia enfonsat a la cadira per amagar els guants de Gilchrist, que va veure que havien quedat a la cadira. Per la seva banda, Gilchrist atribueix a Bannister el fet de convèncer-lo de no beneficiar-se de la seva mala fe, i presenta a Soames una carta en la qual manifesta el seu desig de no presentar-se a l'examen, sinó d'acceptar una oferta per treballar per a la policia de Rhodèsia.

## Historial de publicacions

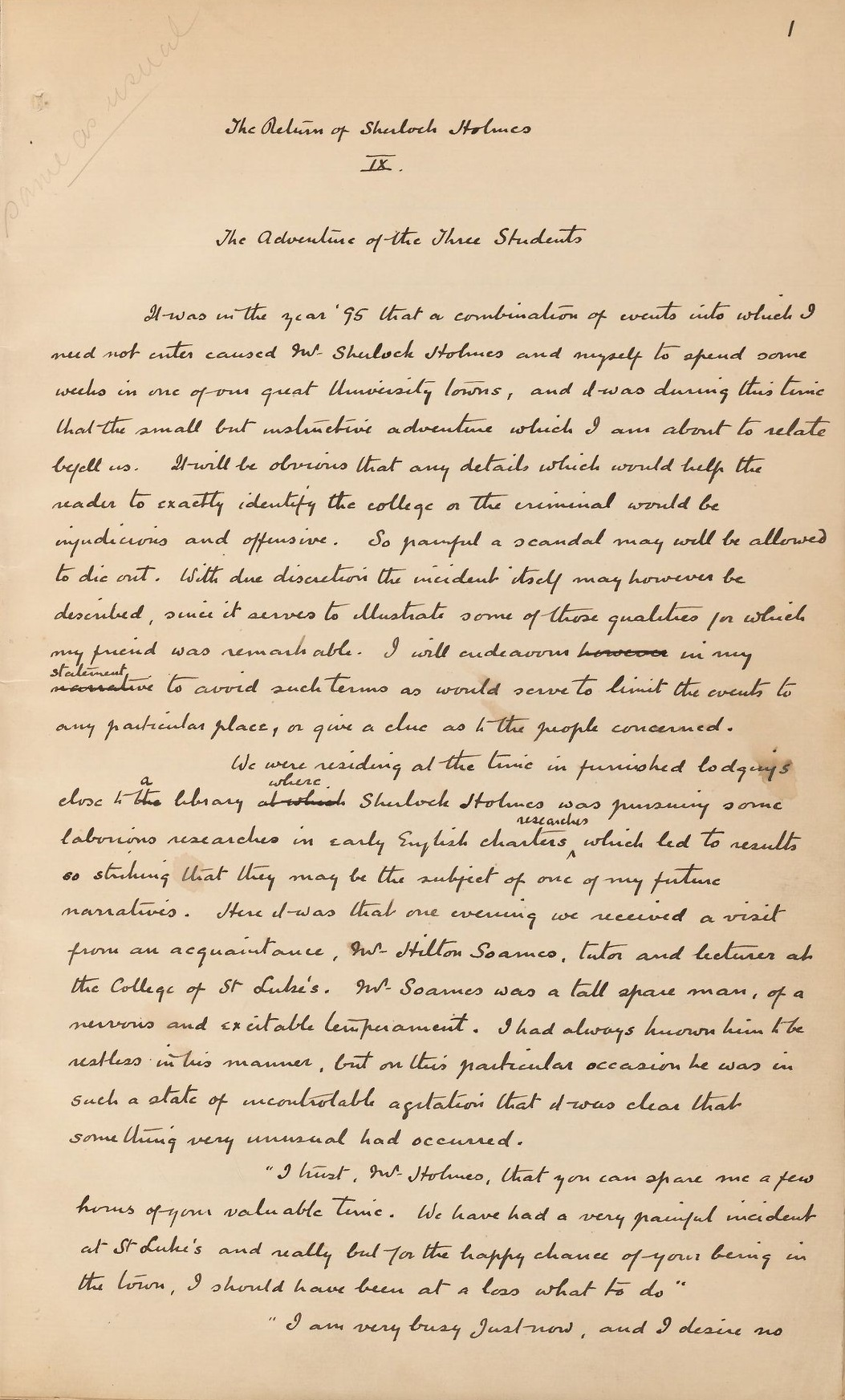
Primera pàgina del manuscrit original de "L'aventura dels tres estudiants" d'Arthur Conan Doyle

"The Adventure of the Three Students" es va publicar al Regne Unit a The Strand Magazine el juny de 1904, i als Estats Units a Collier's el 24 de setembre de 1904. La història va ser publicada amb set il·lustracions de Sidney Paget a The Strand , i amb nou il·lustracions de Frederic Dorr Steele a Collier's. Va ser inclòs a la col·lecció de contes El retorn de Sherlock Holmes , que es va publicar als Estats Units el febrer de 1905 i al Regne Unit el març de 1905.

## Adaptacions

### Cinema
Un curtmetratge mut adaptat de la història es va estrenar el 1923 com a part de la sèrie de pel·lícules Stoll protagonitzada per Eille Norwood com Sherlock Holmes i Hubert Willis com Watson, amb William Lugg com Hilton Soames i A. Harding Steerman com Bannister.

### Literatura
Tot i que el conte no s'adapta directament, la novel·la The Thinking Engine de James Lovegrove està ambientada al voltant de l'època d'aquests esdeveniments, explicant que Holmes i Watson es trobaven a la ciutat universitària sense nom esmentada aquí per competir contra el Thinking Engine titular, que és essencialment un aparentment primerenc ordinador capaç d'igualar o fins i tot de superar les habilitats deductives d'Holmes (la novel·la conclou amb el descobriment que el "Thinking Engine" és en realitat una construcció buida amb el professor Moriarty encara viu però paralitzat al seu interior).

### Ràdio
Una adaptació radiofònica de "L'aventura dels tres estudiants", dramatitzada per Edith Meiser, es va emetre el 2 de novembre de 1931 a la sèrie de ràdio nord-americana  The Adventures of Sherlock Holmes, protagonitzada per Richard Gordon com Sherlock Holmes i Leigh Lovell com el Dr. Watson.
Meiser també va adaptar la història com a episodi de la sèrie de ràdio nord-americana The New Adventures of Sherlock Holmes, amb Basil Rathbone com a Holmes i Nigel Bruce com a Watson, que es va emetre el 24 de novembre de 1940.
Felix Felton va dramatitzar la història com una adaptació radiofònica per al BBC Home Service com a part de la sèrie de ràdio 1952–1969 protagonitzada per Carleton Hobbs com Holmes i Norman Shelley com Watson, amb Felton interpretant Hilton Soames. L'adaptació es va emetre el novembre de 1957.
"The Three Students" va ser dramatitzat per a BBC Radio 4 el 1993 per Denys Hawthorne (que també va interpretar Hilton Soames) com a part de la sèrie de ràdio 1989-1998 protagonitzada per Clive Merrison com Holmes i Michael Williams com Watson, amb Desmond Llewelyn com Bannister
La història va ser adaptada com el segon episodi de The Classic Adventures of Sherlock Holmes, una sèrie del programa de ràdio nord-americà Imagination Theatre, protagonitzada per John Patrick Lowrie com Holmes i Lawrence Albert com Watson. L'episodi es va emetre el 2006.